# Acidiella lineata
Acidiella lineata är en tvåvingeart som först beskrevs av Tokuichi Shiraki 1933.  Acidiella lineata ingår i släktet Acidiella och familjen borrflugor.
Artens utbredningsområde är Taiwan. Inga underarter finns listade i Catalogue of Life.